# Central Square (Nueva York)
Central Square es una villa ubicada en el condado de Oswego en el estado estadounidense de Nueva York. En el año 2000 tenía una población de 1,646 habitantes y una densidad poblacional de 342.9 personas por km².

## Geografía
Central Square se encuentra ubicada en las coordenadas 43°17′3″N 76°8′46″O / 43.28417, -76.14611.

## Demografía
Según la Oficina del Censo en 2000 los ingresos medios por hogar en la localidad eran de $31,875, y los ingresos medios por familia eran $45,441. Los hombres tenían unos ingresos medios de $34,583 frente a los $25,078 para las mujeres. La renta per cápita para la localidad era de $20,946. Alrededor del 12.5% de la población estaban por debajo del umbral de pobreza.